# Nell Gwyn
Eleanor Gwyn, més coneguda com a Nell Gwyn (Londres, Regne Unit, 2 de febrer de 1650 - Londres, 14 de novembre de 1687) fou una actriu anglesa, l'actriu més famosa de la Restauració anglesa amb un prodigiós talent còmic. Fou també coneguda per ser amant de Carles II d'Anglaterra i d'Escòcia.

## Primers anys
Se sap poc dels primers anys. Sembla que la seva mare era una dona de classe baixa, anomenada Helena (o potser Eleanor) Gwyn, nascuda Smith, i el seu pare Thomas Gwyn, un capità de l'exèrcit realista durant la Guerra civil anglesa. Tres ciutats es disputen ser el lloc de naixement de Nell Gwyn: Hereford, Londres (en particular Covent Garden), i Oxford. La seva infància va transcórrer en els baixos fons de Londres, i és possible que actués com a una nena prostituta.
Després de la reobertura dels teatres en 1660, els King's Company, comandada per Thomas Killigrew, va obrir un nou teatre, el Teatre al carrer Bridges (més tard reconstruït i rebatejat com a Teatre Reial de Drury Lane). Mary Meggs, una antiga prostituta coneguda de Madam Gwyn, va obtenir llicència per vendre taronges, llimones, fruita, dolços i altres llaminadures al teatre. Mary Meggs va contractar Nell i la seva germana gran, Rose com a «tarongeres», per vendre les petites taronges dolces al públic dins del teatre. Algunes fonts indiquen que és possible que Gwyn es prostituís durant el seu temps de tarongera.

## Actriu
Gwyn va començar com a actriu al carrer Bridges quan tenia catorze anys. Va atraure l'atenció de Killigre amb la seva bellesa, una veu clara i forta i un enginy vivaç. Gwyn va ser analfabeta tota la seva vida, cosa que complicava la memorització dels seus papers. Va aprendre l'ofici d'un dels millors actors de l'època, Charles Hart, i a ballar la va ensenyar un altre, John Lacy. La seva primera aparició sobre l'escenari va ser al març de 1665, en el drama heroic de Dryden titulat L'emperador indi, en el paper de Cydaria, filla de Montezuma i l'interès amorós de Cortés.
Però el seu gènere no era el drama, sinó la comèdia de la Restauració, en què va triomfar. En maig de 1665, va aparèixer en la comèdia de James Howard titulada Tots confosos, o la Parella Boja. Va ser la primera de les seves moltes aparicions en què Gwyn i Charles Hart interpretaven una "alegre parella", una forma que seria un tema freqüent a les comèdies de la restauració. Una parella alegre, en sentit ampli, és una parella d'amants, antagonistes i enginyosos, ell generalment un llibertí que té por de quedar atrapat al matrimoni i ella fingint fer el mateix per mantenir a distància el seu amant. Howe considera que l'èxit d'aquest tipus de tema es deu en exclusiva al "talent i popularitat d'una sola actriu, Nell Gwyn".
La gran plaga de Londres va tancar el teatre des de l'estiu boreal del 1665 fins a la tardor boreal del 1666. Nell i la seva mare van marxar a Oxford, seguint el rei i la seva cort. Les actrius de la companyia van obtenir l'honor de portar la llibrea del rei a principis d'aquest exili, proclamant així que eren criats oficials del rei.
Després de la reobertura dels teatres, Gwyn i Hart van reiterar la seva interpretació de l'alegre parella en tota una sèrie d'obres, entre elles la més reeixida, Amor secret, o la reina donzella. Aquesta obra, una tragicomèdia escrita pel dramaturg de la casa, John Dryden, es va interpretar al març de 1667. Moltes comèdies de l'època, com La reina donzella, incloïen <i>papers amb calçons</i>, en què les actrius apareixien transvestides d'homes. En 1667 sembla que Nell Gwyn es va fer amant de Charles Sackville, sisè comte de Dorset, llavors titulat Lord Buckhurst, típic dissolut llibertí enginyós, cultivat i encantador. Se suposa que ella va atreure la seva atenció durant una interpretació a l'abril de Tots confosos, o la Parella Boja. A finals d'aquell mes, Gwyn i Buckhurst van marxar a Epsom, acompanyats per Charles Sedley. Nell Gwyn estava actuant novament a finals d'agost, i la seva breu relació amb Buckhurst havia acabat.

## Primers anys amb el rei Carles II

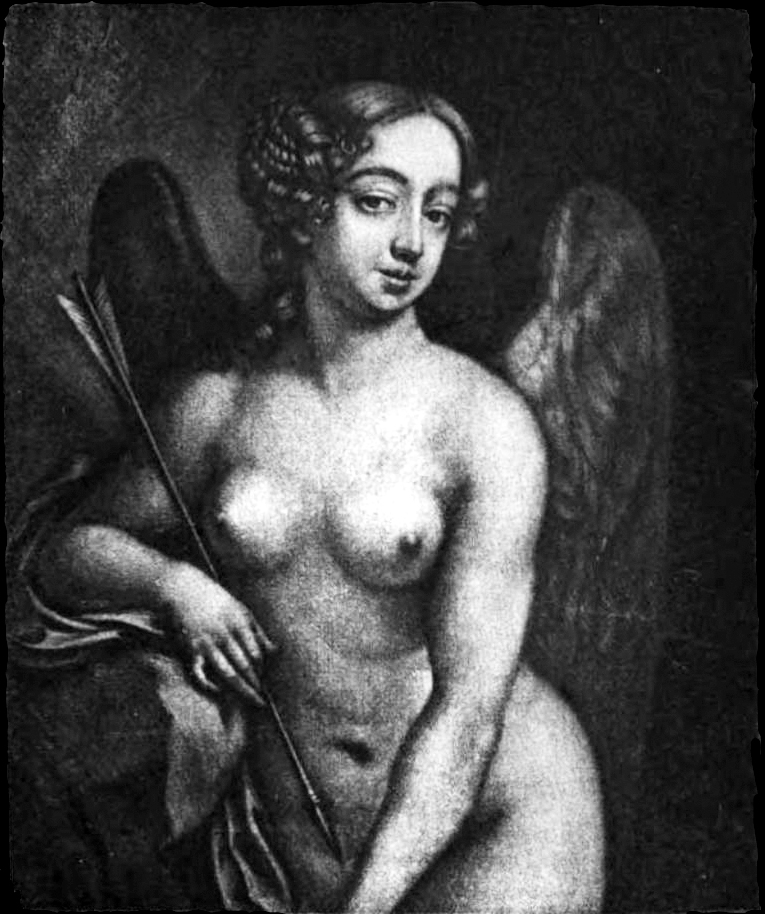
Nell Gwyn com a Cupido c. 1672; gravat de Richard Thomson, a partir d´una pintura de Peter Cross.

A la fi de 1667, George Villiers, Segon Duc de Buckingham, va assumir el paper de contactar amb Gwyn per substituir com a amant del rei Barbara Palmer, Primera Duquessa de Cleveland. El pla va fallar, pel que sembla per les aspiracions econòmiques de Gwyn, que demanava 500 lliures cada any. La relació entre el rei i Gwyn va començar a l'abril de 1668. Havent estat prèviament amant de Charles Hart i Charles Sackville, Nell en bromes cridava al rei «el seu Carlos Tercer». Per a l'estiu boreal del 1668, la seva relació era ben coneguda, però hi havia poques raons per creure que durés molt. Ella va continuar actuant, creixent la seva popularitat i animant els dramaturgs a escriure papers específics per a ella. No obstant això, conforme el seu vincle amb el rei es feia més fort, la seva carrera interpretativa s'anava alentint, i no consta que interpretés cap paper entre gener i juny de 1669, quan va ser Valeria a la molt reeixida tragèdia de Dryden Amor tirànic.
El rei Carles II va tenir un considerable nombre d'amants al llarg de tota la seva vida, tant relacions curtes com a llargs compromisos, i una esposa, la reina consort Caterina de Bragança. Durant els primers anys de relació entre Gwyn i Carlos, poques amants van rivalitzar amb ella. Nell va donar a llum el seu primer fill, Carles, el 8 de maig de 1670. Era el setè fill del rei, de cinc amants diferents.
Amant del rei va ser Lluïsa de Kérouaille, dama francesa totalment oposada a Nell, qui l'anomenava Squintbella per la seva aparença i el Coixí del plor per la seva tendència a sanglotar. La seva relació no era estrictament d'oponents, ja que de vegades prenien el te juntes i jugaven a cartes, per exemple.
Gwyn va tornar als escenaris a finals de 1670, una cosa extraordinària per a una amant reial que havia tingut un fill. El seu retorn va ser amb l'obra de Dryden La Conquesta de Granada, un drama èpic en dues parts, produït al desembre de 1670 i gener de 1671. Podria haver estat la seva última obra; 1671 va ser gairebé segur la seva última temporada. La carrera teatral de Nell Gwyn es va desenvolupar al llarg de set anys i va acabar quan tenia 21 anys.

## Després dels escenaris
El febrer de 1671, Nell es va traslladar a una casa a Pall Mall, Londres, propietat de la corona, on va viure la resta de la seva vida. El 1676 Gwyn en va rebre la propietat, que romandria a la seva família fins a 1693. Nell va donar a llum un segon fill del rei, Jacob, el 25 de desembre de 1671. Enviat a estudiar a París als sis anys, hi moriria el 1681. La vida d'aquest nen a París i la causa de la seva mort no se saben. Al fill gran se li va concedir el Comtat de Burford. El rei va concedir a Nell i al seu fill Burford House, a la vora de l'Home Park a Windsor. Ella vivia allí quan el rei estava al castell de Windsor.
A més d'aquestes propietats, Nell va tenir una residència d'estiu. El rei Carles va morir el 6 de febrer de 1685. Jacob II, obeint la petició del seu germà al seu llit de mort —«No deixis que la pobra Nelly passi gana»—, amb el temps va pagar la major part dels deutes de Gwyn i li va donar una pensió de 1.500 lliures a l'any. Jacobo va pressionar perquè ella i el seu fill es convertissin al catolicisme.
Al març de 1687, Gwyn va patir un atac que la va deixar paralitzada d'una banda del cos. Al maig, un segon atac la va confinar al seu llit de Pall Mall; va fer testament el 9 de juliol. Nell Gwyn va morir el 14 de novembre de 1687, a les deu de la nit, menys de tres anys després de la mort del Rei, als 37 anys.
Va ser enterrada a l'Església de St Martin-in-the-Fields, a la cantonada de Trafalgar Square, Londres.
Encara que analfabeta, el seu enginy li va guanyar l'amistat de John Dryden i Aphra Behn. A més, va ser una de les poques amants reials que es va guanyar la simpatia del poble. Quan va morir, tot Londres va assistir al seu funeral i la seva oració fúnebre va ser pronunciada per un vicari que després va arribar a ser Arquebisbe de Canterbury. Cal aclarir que aquesta mostra d'afecte va ser desinteressada, ja que Carles II havia mort dos anys abans.